# Franco Berardi
Pour les articles homonymes, voir Berardi.
Franco Berardi dit Bifo (né le 2 novembre 1949 à Bologne) est un philosophe et militant politique italien issu de la mouvance opéraïste. Enseignant dans un lycée de Bologne, il s'est toujours intéressé à la relation entre mouvement social anticapitaliste et communication indépendante.

## Aperçu biographique
Franco Berardi est connu sous le nom de "Bifo" depuis qu'il commença à signer ses peintures abstraites à l'école avec ce nom. Il rejoint le groupe Potere Operaio et s'implique dans le mouvement autonome italien dans les années 1970, notamment depuis la Faculté des Lettres et de Philosophie de l'Université de Bologne, où il enseigne l'esthétique avec le professeur Luciano Anceschi.
En 1970, les éditions Feltrinelli publient son premier livre, Contro il lavoro (Contre le travail). En 1975, il fonde la revue A/traverso (1975-1981) qui devient la revue-phare du mouvement créatif bolonais. En 1976, il est l'un des animateurs de Radio Alice, la première station radio pirate libre en Italie (1976-1978). Les relations entre la technologie de la communication et les mouvements sociaux deviennent centrales dans sa pensée et son action. En 1977, il fuit Bologne où il est recherché par la police pour incitation à l'insurrection par voie radiophonique, et se réfugie à Paris, où il rencontre et travaille avec Félix Guattari et Michel Foucault. Il publie au Seuil Le ciel est enfin tombé sur la terre.
Il retourne en Italie et publie La barca dell'amore si e' spezzata (Le radeau de l'amour fait naufrage), et s'installe ensuite à New York, où il participe à la revue Semiotext(e), et d'où il envoie des articles pour le magazine milanais Musica 80, édité par son ami Franco Bolelli. Il voyage en Inde, au Mexique, au Népal et en Chine. Il retourne en Italie en 1985 et fonde avec quelques amis TOPIA, un "centre pour l'écologie mentale". À cette époque il s'intéresse aux chaînes de télévision et publie dans le magazine Alfabeta l'article « Tecnologie comunicative » (« Technologie de la communication »), qui décrit l'explosion des chaînes de télévision comme un phénomène social et culturel décisif.
En 1989, après avoir étudié en Californie, il publie le pamphlet Cyberpunk aux éditions Synergon. S'ensuivent Piu' cyber che punk, Cancel, Politiche della mutazione et Mutazione e cyberpunk. En 1991, il écrit et joue dans le film Il Trasloco de Renato De Maria. En 1994, il organise la conférence internationale Cibernauti, dont les actes sont publiés en quatre volumes chez Castelvecchi.
Depuis les années 1990, c'est un collaborateur régulier de la revue Derive Approdi. Il est le cofondateur du site Rekombinant, net-zine pour l'autonomie du travail cognitif, et de Telestreet.

## Ouvrages
- (it) Franco Berardi, Contro il lavoro, Feltrinelli, 1970
- Collectif A Traverso, Radio Alice, Radio libre, J.-P. Delarge, 1977
- Coll. (avec Toni Negri, Franco Piperno, Claude Rouot), Les Untorelli, Bologne 1977, revue Recherches, n° 30, nov. 1977.
- Franco Berardi, Le ciel est enfin tombé sur la terre, Le Seuil, 1978 [lire en ligne]
- (it) Franco Berardi, Cibernauti, Castelvecchi, 1995
- (it) Franco Berardi, La nefasta utopia di Potere Operaio, Castelvecchi, 1997
- (it) Franco Berardi, La fabbrica dell'infelicità, DeriveApprodi, 2001
- (it) Franco Berardi, Felix, http://www.mediaevo.com/Welcome.html Luca Sossella editore, 2001 (ISBN 88-87995-16-8)
- (it) Franco Berardi, Un'estate all'inferno, Luca Sossella Editore, 2002
- (it) Franco Berardi, Alice è il diavolo. Storia di una radio sovversiva, Shake, 2002
- (it) Franco Berardi, Il sapiente, il mercante, il guerriero : dal rifiuto del lavoro all'emergere del cognitariato, DeriveApprodi, 2004
- (en) Brent Adkins, Franco Berardi et Massimo Canevacci, Shifting Borders, Negotiating Places : Cultural Studies And the Mutation of Value(s), Bordighera Press, 2006 (ISBN 1-884419-82-8)
- (en) Franco Berardi, Félix Guattari. Thought, Friendship, and Visionary Cartography, 2008, 188 p. (ISBN 978-0-230-22119-2)
- (en) Franco Berardi, Precarious Rhapsody, http://www.autonomedia.org/node/90 Autonomedia, 2009, 153 p. (ISBN 978-1-57027-207-3)
- (en) Franco Berardi, The Uprising Semiotext(e) : On Poetry and Finance, Los Angeles, 2012.